# Piotr Żaba
Piotr Żaba (ur. 29 czerwca 1971 w Wielowsi) – polski piłkarz, napastnik.
Występował w klubach: Przyszłość Ciochowice, Carbo Gliwice, Ruch Chorzów, Concordii Knurów, KS Myszków, Ruch Radzionków, ŁTS Łabędy. W barwach „Niebieskich” i „Cidrów” rozegrał 30 spotkań w Ekstraklasie i strzelił 4 gole (wszystkie w sezonie 2000/2001 w barwach radzionkowskiego Ruchu). W sezonie 1999/2000 zdobył tytuł króla strzelców II ligi grając w barwach KS Myszków, a w sezonie 2004/2005 wywalczył wraz z ŁTS Łabędy mistrzostwo klasy okręgowej i awans do IV ligi.